# 보통주
보통주(common shares 또는 common stocks)란 이익배당이나 잔여재산 분배 등의 재산적 내용에 관하여 다른 여러 종류의 주식들의 우선적 지위 또는 후배적 지위를 결정하는 기준이 되는 주식으로서 이익배당이나 잔여재산분배에 있어 어떠한 제한이나 우선권도 주어지지 않는 주식을 말한다.

## 보통주의 의의
보통주는 기업이 실패할 경우 최종위험을 부담하고 성공할 경우 이득을 받는 잔여지분의 성격을 갖는데 자산에 대한 청구권은 부채를 먼저 변제하고 그 다음 우선주에 대한 배분이 이루어지고 난 후 남은 잔여지분이 모두 보통주에 귀속된다. 보통주는 주식회사가 발행하는 주식의 대다수를 차지하고 있는 일반적인 주식이다. 주식회사가 한 종류의 주식만 발행한 경우에는 그 주식 모두가 보통주가 된다.

## 보통주의 주주들에게
- 배당권, 청산분배권, 의결권 및 주식선매권(신주인수권 preemptive right)이 부여됨.
- 배당과 청산분배를 보증하고 있지 않는 반면에, 의결권과 주식선매권은 보증함.[5]

## 같이 보기
- 우선주